# NK Pomorac Kostrena
Nogometni klub Pomorac Kostrena – chorwacki klub piłkarski z siedzibą w mieście Kostrena, działający w latach 1921–2014, grający niegdyś w pierwszej lidze chorwackiej.

## Historia
Klub został założony w 1921 roku jako SK Jadran Kostrena. W 1946 roku połączył się z JSK Kostrena tworząc NK Pomorac Kostrena. Po odłączeniu się Chorwacji od Jugosławii w 1991 roku klub zaczął grać w trzeciej lidze chorwackiej. W sezonie 1995/1996 wywalczył awans do drugiej ligi. W sezonie 2000/2001 NK Pomorac wywalczył historyczny awans do pierwszej ligi. W debiutanckim sezonie w ekstraklasie zajął 7. miejsce. W sezonie 2002/2003 NK Pomorac spadł z pierwszej do drugiej ligi. W październiku 2014 klub wycofał się z rozgrywek drugiej ligi i został rozwiązany z powodu długów.

## Sukcesy
- Druga HNL
  - wicemistrzostwo (5): 1996/1997 (Zachód), 2000/2001, 2003/2004 (Południe), 2009/2010, 2010/2011
- Treća HNL - Zachód:
  - mistrzostwo (2): 1995/1996, 1998/1999

## Stadion
Domowe mecze klub rozgrywał na stadionie o nazwie Stadion Žuknica, który może pomieścić 3000 widzów.

## Historia występów w pierwszej lidze
| Sezon     | Pozycja      | M  | Pkt. | Z  | R  | P  | GZ | GS |
| --------- | ------------ | -- | ---- | -- | -- | -- | -- | -- |
| 2001/2002 | 7.           | 30 | 40   | 12 | 4  | 14 | 36 | 41 |
| 2002/2003 | 11. (spadek) | 32 | 32   | 7  | 11 | 14 | 42 | 52 |

## Reprezentanci kraju grający w klubie
Stan na wrzesień 2015.
| - Elvis Brajković - Goran Brajković - Damir Milinović - Mladen Romić | - Saša Kajkut - Naum Batkoski - Ismail Ismaili |